# Margarita de Provenza
Margarita de Provenza (en francés, Marguerite de Provence; 1221-París, 20 de diciembre de 1295) fue una infanta de Provenza por nacimiento, y por matrimonio reina de Francia de 1234 a 1270.

## Orígenes familiares
Hija del conde Ramón Berenguer V de Provenza y de su esposa, Beatriz de Saboya, Margarita nació en 1221 probablemente en el castillo de Brignoles o en el castillo de Saint-Maime. Creció en la corte de Provenza y recibió una educación refinada con sus tres hermanas, Leonor de Provenza, Sancha de Provenza y Beatriz I de Provenza. Fue nieta por línea paterna de Alfonso II de Provenza y de Garsenda de Sabran, y por línea materna de Tomás I de Saboya y de Margarita de Ginebra.

## Nupcias y descendientes
Guillaume de Nangis hizo del matrimonio la consecuencia del deseo de San Luis, pero, según Jacques Le Goff, el rey se ajustó a los deseos de su madre.
Los rumores que elogiaban a la joven princesa excedían el corte de Provenza, y, como resultado, Luis IX envió al caballero Gilles de Flagy para verificarlos. El 2 de enero de 1234, obtuvieron una dispensa papal para autorizar su unión a pesar de sus lazos familiares (Margarita y Luis eran parientes lejanos), y el 27 de mayo de 1234, se celebró el matrimonio en la Catedral de Saint-Étienne de Sens.
Tuvieron diez hijos:
- Bianca (1240-1243).
- Isabel (1242-1271), casada en 1258 con el rey Teobaldo II de Navarra.
- Luis (1244-1260).
- Felipe III (1245-1285), rey de Francia.
- Juan-Tristán (1250-1270), conde de Valois.
- Pedro (1251-1284), conde de Alençon.
- Blanca (1252-1320), casada en 1269 con el infante de Castilla, Fernando de la Cerda.
- Margarita (1254-1271), casada en 1270 con el duque Juan I de Brabante.
- Roberto (1256-1317), conde de Clermont, tronco de la dinastía Borbón.
- Inés (1260-1327), casada en 1279 con el duque Roberto II de Borgoña.